# Somatidia kaszabi
Somatidia kaszabi är en skalbaggsart som beskrevs av Stefan von Breuning 1975. Somatidia kaszabi ingår i släktet Somatidia och familjen långhorningar. Inga underarter finns listade i Catalogue of Life.